# Куврон-э-Оманкур
Куврон-э-Оманку́р (фр. Couvron-et-Aumencourt) — коммуна во Франции, находится в регионе Пикардия. Департамент коммуны — Эна. Входит в состав кантона Марль. Округ коммуны — Лан.
Код INSEE коммуны — 02231.

## Население
Население коммуны на 2010 год составляло 1325 человек.
| 1962 | 1968 | 1975 | 1982 | 1990 | 1999 | 2010 |
| ---- | ---- | ---- | ---- | ---- | ---- | ---- |
| 606  | 590  | 666  | 697  | 899  | 1015 | 1325 |

## Экономика
В 2010 году среди 1002 человек трудоспособного возраста (15—64 лет) 859 были экономически активными, 143 — неактивными (показатель активности — 85,7 %, в 1999 году было 77,5 %). Из 859 активных жителей работали 795 человек (596 мужчин и 199 женщин), безработных было 64 (25 мужчин и 39 женщин). Среди 143 неактивных 41 человек были учениками или студентами, 50 — пенсионерами, 52 были неактивными по другим причинам.